# Борова вода
Борова вода (словац. Bôrová voda) — річка в Словаччині, ліва притока Студеного потоку, протікає в окрузі Тврдошін.
Довжина приблизно 6.0-6.5 км. Витік знаходиться в масиві Західні Татри (геоморфологічна підодиниця Сивий верх — схил гори Біла скеля) — на висоті близько 1220 метрів. Впадає річка Мілотінка. Протікає територією села Зуберец.
Впадає в Студений потік на висоті приблизно 730-735 метрів.